# 開關

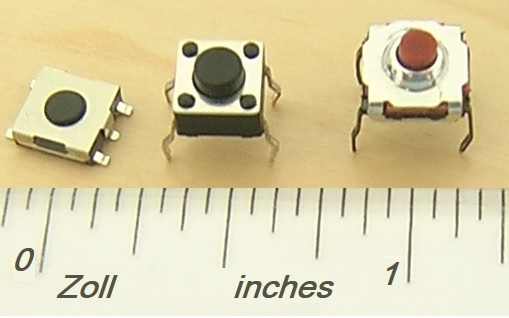
三個按鍵式的開關，圖中的大刻度是英寸。

開關是指一個可以使電路開路、使電流中斷或使其流到其他電路的電子元件。最常見的開關是讓人操作機器裝置或下達命令的手動操作開關，其中有一個或數個電子接點。接點的「閉合」（close）表示電子接點導通，允許電流流過；開關的「開路」（open）表示電子接點不導通形成開路，不允許電流流過。

## 基本結構

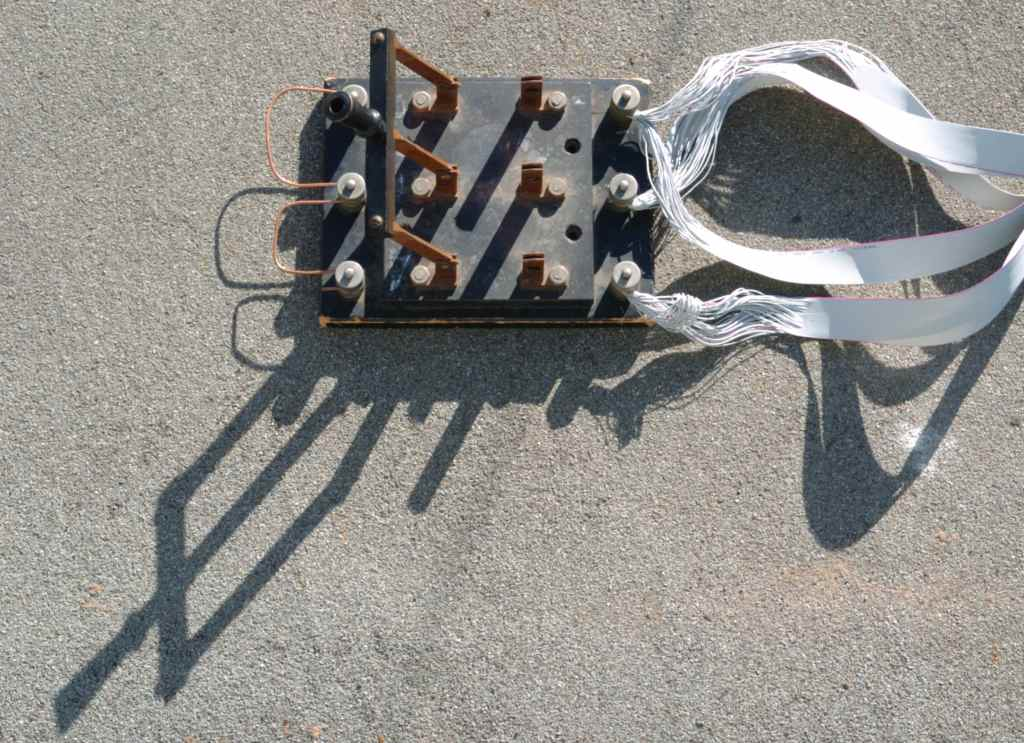
用來使三相風力發電機繞組短路，提供煞車機能的三刀單掷（TPST or 3PST）閘刀開關。圖中的開關處在「開路」的位置。

最簡單的開關有二片名叫「接點」的金屬，二接點接觸時使電流形成迴路，二接點不接觸時電流開路。選用接點金屬時需考慮其對抗腐蝕的程度，因為大多數金屬氧化後會形成絕緣的氧化物，使接點無法正常工作。選用接點金屬也需考慮其電導率、硬度、機械強度、成本及是否有毒等因素。有時會在接點上電鍍抗腐蝕金屬。一般會鍍在接點的接觸面，以避免因氧化物而影響其性能。有時接觸面也會使用非金屬的導電材料，如導電塑膠。開關中除了接點之外，也會有可動件使接點導通或不導通，開關可依可動件的不同為分為杠桿開關（toggle switch）、按鍵開關、船型開關（rocker switch）、旋轉開關、側撥開關等，而可動件也可以是其他型式的機械連桿。另有非機械式做線路導通的例如電容式觸摸開關、電阻式開關、壓電開關、光遮斷開關、磁簧開關、霍爾開關等

## 接點配置
一組接點的閉合（closed）是指二接點彼此接觸，允許電子從一接點流到另一接點。一組接點的開路（open）是指二接點之間沒有彼此接觸，在正常電壓下不允許電子通過。
有些接點在正常情形下是開路，需要有外力或其他信號才會變成閉路，這種接點稱為「常開」接點（Normal Open，英文縮寫N.O.或NO）或A接點在英文上又稱Break。另外一些有相反特性的接點（正常情形下是閉路，需要有外力或其他信號才會變成開路）稱為「常閉」接點（Normal Close，英文縮寫N.C.或NC）或B接點在英文上又稱Make。上述的縮寫常會在配線圖中出現——尽管也有许多图直接使用不同的符号区别两者——以便標示需使用的接點特性，有助於配線、分析及問題的診斷。
有些開關同時有上述二種接點，因此可以選擇導通常閉接點或常開接點，這時通常會有一共用接點這一個共用點稱為"C接點"。
「先閉後開」式的接點，因為切換時先導通要切換過去的接點後，才會斷開原來的接點，稱為"shorting contact"。
「先開後閉」式的接點，因為切換時先斷開原來的接點後，才導通要切換過去的接點，稱為"Non-shorting contact"
大部份的開關則是利用彈簧預壓後的瞬間力量轉換，使得在切換時能快速做接點切換。
需要依應用來決定使用哪一種接點：例如切換兩組電源的開關可能需要用「先開後閉」式的接點，以免二個電源同時接通造成短路。

## 接點彈跳(bounce)

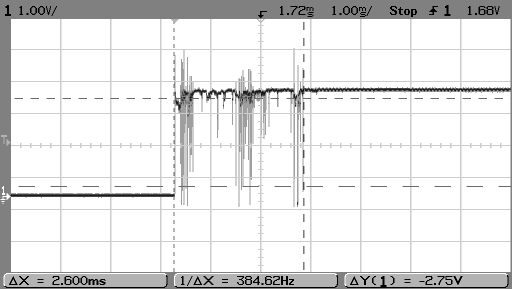
開關彈跳的示波器截圖。狀態穩定前，介於開與關間有若干次的開關彈跳。

接點彈跳（也稱為喋喋（chatter））是一個在機械開關與繼電器上普遍的問題。開關與繼電器的接點通常由彈性金屬製成。當接點一起敲擊，接點在衝力與彈力一起作用下，導致彈跳部分在接點穩定前發生一次或多次。結果就是一個快速脈衝電流取代了從零到全電流的明確轉換。此效應在電源電路中通常不重要，但是在某些類比電路或邏輯電路上就會引起問題，因為這種快速開關反應足夠快到會導致上述電路將這類開關脈衝誤以為是資料流。
接點彈跳的效應是可以使用水銀開關來排除的，但是因為水銀外洩的危害使得此種方法不常被使用。其他方法的是在接點電路上加入低通濾波器來降低或消除複合脈衝。在數位系統中，可以採用接點狀態的複合取樣或施以一段時間的延遲，這樣一來，接點彈跳就會在需要的接點輸入狀態前穩定下來，就可以控制任何事情。有一種方式是用單刀雙擲（SPDT: Single Pole, Double Throw）開關來實作，也就是使用SR閂鎖。這些方法就是所謂的"去彈跳"（debouncing）電路。
由此衍生"去彈跳"（debounce）一詞，出現於軟體開發工業中，用來描述一個消除開關彈跳實施方法的比率限制（rate-limiting）或是頻率調節（thottling the frequency）。